# Pornice
Pornice je vesnice, část obce Pačlavice v okrese Kroměříž. Nachází se asi 1,5 km na jihovýchod od Pačlavic. Prochází zde silnice II/428. Je zde evidováno 130 adres. Trvale zde žije 215 obyvatel.
Pornice je také název katastrálního území o rozloze 6,44 km2.

## Název
Jméno vesnice má původ v osobním jméně Porna, což byla asi domácká podoba jména Božepor (v jehož druhé části je kořen slovesa příti - "svářit se"). Výchozí tvar Pornici byl vlastně původním pojmenováním obyvatel vsi s významem "Pornovi lidé".

## Obyvatelstvo

### Struktura
Vývoj počtu obyvatel za celou obec i za její jednotlivé části uvádí tabulka níže, ve které se zobrazuje i příslušnost jednotlivých částí k obci či následné odtržení.
| Místní části   | Místní části | 1869 | 1880 | 1890 | 1900 | 1910 | 1921 | 1930 | 1950 | 1961 | 1970 | 1980 | 1991 | 2001 | 2011 |
| -------------- | ------------ | ---- | ---- | ---- | ---- | ---- | ---- | ---- | ---- | ---- | ---- | ---- | ---- | ---- | ---- |
| Počet obyvatel | část Pornice | 423  | 436  | 508  | 514  | 502  | 531  | 528  | 410  | 405  | 344  | 288  | 236  | 215  | 196  |
| Počet domů     | část Pornice | 80   | 88   | 97   | 100  | 104  | 107  | 125  | 128  | -    | 103  | 100  | 96   | 114  | 117  |